# Symphyloxiphus
Symphyloxiphus is een geslacht van rechtvleugeligen uit de familie krekels (Gryllidae). De wetenschappelijke naam van dit geslacht is voor het eerst geldig gepubliceerd in 1906 door Rehn.

## Soorten
Het geslacht Symphyloxiphus omvat de volgende soorten:
- Symphyloxiphus abbreviatus Bruner, 1916
- Symphyloxiphus bicolor Chopard, 1913
- Symphyloxiphus impigra Otte, 2006
- Symphyloxiphus magnificus Rehn, 1906
- Symphyloxiphus pictus Saussure, 1897
- Symphyloxiphus pulex Rehn, 1917
- Symphyloxiphus riveti Chopard, 1913
- Symphyloxiphus varians Hebard, 1932